# Moving On Stereo
Moving On Stereo – drugi singel w karierze muzycznej Pakito.

## Pozycje na listach
| Rok  | Piosenka           | Francja Dance Chart | Hiszpania Dance Chart | Holandia Top 40 | Belgia Ultratop 50 | Szwecja Dance Chart | Finlandia Dance Chart | Album |
| ---- | ------------------ | ------------------- | --------------------- | --------------- | ------------------ | ------------------- | --------------------- | ----- |
| 2006 | "Moving On Stereo" | 5                   | 6                     | 9               | -                  | -                   | 3                     | Video |